# Quatrième circonscription de Maine-et-Loire
La quatrième circonscription de Maine-et-Loire est l'une des sept circonscriptions utilisées comme divisions électorales pour les élections législatives françaises. Elle élit un député siégeant à l'Assemblée nationale.
Elle est située dans le département de Maine-et-Loire de la région Pays de la Loire.

## Description géographique et démographique

### De 1958 à 1986
Le département avait six circonscriptions.
La quatrième circonscription de Maine-et-Loire était composée de :
- canton de Doué-la-Fontaine
- canton de Gennes
- canton de Montreuil-Bellay
- canton de Saumur-Sud
- canton de Thouarcé
- canton de Vihiers

Source : Journal Officiel du 14-15 Octobre 1958.

### Depuis 1988
La quatrième circonscription de Maine-et-Loire est délimitée par le découpage électoral de la loi no 86-1197 du 24 novembre 1986
, elle regroupe les divisions administratives suivantes :
- Canton de Doué-la-Fontaine ;
- Canton de Gennes ;
- Canton de Montreuil-Bellay ;
- Canton de Saumur-Sud ;
- Canton de Thouarcé ;
- Canton de Vihiers.

D'après le recensement général de la population de 1999, réalisé par l'Institut national de la statistique et des études économiques (INSEE), la population totale de cette circonscription est estimée à 94747 habitants,.

## Historique des députations
| Législature | Début de mandat | Fin de mandat  | Député                | Parti politique | Observations |
| ----------- | --------------- | -------------- | --------------------- | --------------- | --- |
| Ire         | 9 décembre 1958 | 9 octobre 1962 | Robert Hauret         | UNR             | Mandat écourté à la suite d'une dissolution parlementaire décidée par Charles de Gaulle.                                                                       |
| IIe         | 6 décembre 1962 | 2 avril 1967   | Robert Hauret         | UNR             | |
| IIIe        | 3 avril 1967    | 30 mai 1968    | Robert Hauret         | UNR             | Mandat écourté à la suite d'une dissolution parlementaire décidée par Charles de Gaulle.                                                                       |
| IVe         | 11 juillet 1968 | 1er avril 1973 | Robert Hauret         | UDR             | |
| Ve          | 2 avril 1973    | 2 avril 1978   | Jean Bégault          | RDS             | |
| VIe         | 3 avril 1978    | 22 mai 1981    | Jean Bégault          | RDS             | Mandat écourté à la suite d'une dissolution parlementaire décidée par François Mitterrand.                                                                     |
| VIIe        | 2 juillet 1981  | 1er avril 1986 | Jean Bégault          | RDS             | |
| VIIIe       | 2 avril 1986    | 14 mai 1988    | Aucun                 | Aucun           | Proportionnelle par département, pas de député par circonscription. Mandat écourté à la suite d'une dissolution parlementaire décidée par François Mitterrand. |
| IXe         | 23 juin 1988    | 1er avril 1993 | Jean Bégault          | RDS             | |
| Xe          | 2 avril 1993    | 21 avril 1997  | Jean Bégault          | RDS             | Mandat écourté à la suite d'une dissolution parlementaire décidée par Jacques Chirac.                                                                          |
| XIe         | 12 juin 1997    | 18 juin 2002   | Jean-Michel Marchand, | Les Verts,      | |
| XIIe        | 19 juin 2002    | 19 juin 2007   | Michel Piron          | UMP             | |
| XIIIe       | 20 juin 2007    | 19 juin 2012   | Michel Piron          | UMP             | |
| XIVe        | 20 juin 2012    | 20 juin 2017   | Michel Piron          | UDI             | |
| XVe         | 21 juin 2017    | 21 juin 2022   | Laetitia Saint-Paul   | LREM            | |

## Historique des élections

### Élections de 1958
| Candidat       | Candidat                     | Parti          | Premier tour | Premier tour | Second tour | Second tour |  |
| Candidat       | Candidat                     | Parti          | Voix         | %            | Voix        | %           |  |
| -------------- | ---------------------------- | -------------- | ------------ | ------------ | ----------- | ----------- |  |
|                | Robert Millin de Grandmaison | CNIP           | 13 728       | 34,36        | 16 786      | 44,16       |  |
|                | Pierre Poujade               | UFF            | 7 321        | 18,33        | Retrait     | Retrait     |  |
|                | Robert Hauret élu            | UNR            | 7 308        | 18,29        | 18 841      | 49,56       |  |
|                | Francis Audren               | MRP            | 3 120        | 7,81         | Retrait     | Retrait     |  |
|                | Maurice Rémy                 | CRR            | 2 477        | 6,20         | Retrait     | Retrait     |  |
|                | René Mahias                  | PCF            | 2 093        | 5,24         | 2 386       | 6,28        |  |
|                | Paul Lemoine                 | SFIO           | 2 032        | 5,09         | Retrait     | Retrait     |  |
|                | Léon Fredet                  | Modérés        | 1 869        | 4,68         |             |             |  |
|                |                              |                |              |              |             |             |  |
| Inscrits       | Inscrits                     | Inscrits       | 52 811       | 100,00       | 52 812      | 100,00      |  |
| Abstentions    | Abstentions                  | Abstentions    | 11 744       | 22,24        | 13 803      | 26,14       |  |
| Votants        | Votants                      | Votants        | 41 067       | 77,76        | 39 009      | 73,86       |  |
| Blancs et nuls | Blancs et nuls               | Blancs et nuls | 1 119        | 2,72         | 996         | 2,55        |  |
| Exprimés       | Exprimés                     | Exprimés       | 39 948       | 97,28        | 38 013      | 97,45       |  |

Le suppléant de Robert Hauret était Eugène Gautier, commissionnaire en vins à Bagneux.

### Élections de 1962
|                | Robert Hauret sortant réélu  | UNR-UDT        | 19 742 | 60,74  |  |  |  |
|                | Jean Bégault                 | Modérés        | 3 798  | 11,68  |  |  |  |
|                | Pierre Poujade               | UFF            | 3 095  | 9,52   |  |  |  |
|                | Théodore Lesieure-Desbrières | CNIP           | 2 706  | 8,33   |  |  |  |
|                | René Mahias                  | PCF            | 1 898  | 5,84   |  |  |  |
|                | Henri Gohard                 | SFIO           | 1 265  | 3,89   |  |  |  |
|                |                              |                |        |        |  |  |  |
| Inscrits       | Inscrits                     | Inscrits       | 52 075 | 100,00 |  |  |  |
| Abstentions    | Abstentions                  | Abstentions    | 18 501 | 35,53  |  |  |  |
| Votants        | Votants                      | Votants        | 33 574 | 64,47  |  |  |  |
| Blancs et nuls | Blancs et nuls               | Blancs et nuls | 1 070  | 3,19   |  |  |  |
| Exprimés       | Exprimés                     | Exprimés       | 32 504 | 96,81  |  |  |  |

Le suppléant de Robert Hauret était Eugène Gautier.

### Élections de 1967
|                | Robert Hauret sortant réélu | UD-Ve          | 22 218 | 56,56  |  |  |  |
|                | Jean Coudert                | CD (PDM)       | 10 804 | 27,50  |  |  |  |
|                | Émile Dufois                | PCF            | 6 260  | 15,94  |  |  |  |
|                |                             |                |        |        |  |  |  |
| Inscrits       | Inscrits                    | Inscrits       | 49 111 | 100,00 |  |  |  |
| Abstentions    | Abstentions                 | Abstentions    | 8 232  | 16,76  |  |  |  |
| Votants        | Votants                     | Votants        | 40 879 | 83,24  |  |  |  |
| Blancs et nuls | Blancs et nuls              | Blancs et nuls | 1 597  | 3,91   |  |  |  |
| Exprimés       | Exprimés                    | Exprimés       | 39 282 | 96,09  |  |  |  |

Le suppléant de Robert Hauret était Eugène Gautier.

### Élections de 1968
|                | Robert Hauret sortant réélu | UDR (URP)      | 20 408 | 50,95  |  |  |  |
|                | Edgard Pisani               | MPR            | 9 478  | 23,66  |  |  |  |
|                | Jean Coudert                | CD (PDM)       | 5 625  | 14,04  |  |  |  |
|                | Émile Dufois                | PCF            | 2 306  | 5,76   |  |  |  |
|                | Jack Blain                  | FGDS (CIR)     | 2 240  | 5,49   |  |  |  |
|                |                             |                |        |        |  |  |  |
| Inscrits       | Inscrits                    | Inscrits       | 51 180 | 100,00 |  |  |  |
| Abstentions    | Abstentions                 | Abstentions    | 10 225 | 19,98  |  |  |  |
| Votants        | Votants                     | Votants        | 40 955 | 80,02  |  |  |  |
| Blancs et nuls | Blancs et nuls              | Blancs et nuls | 898    | 2,19   |  |  |  |
| Exprimés       | Exprimés                    | Exprimés       | 40 057 | 97,81  |  |  |  |

Le suppléant de Robert Hauret était Eugène Gautier.

### Élections de 1973
| Candidat       | Candidat              | Parti          | Premier tour | Premier tour | Second tour | Second tour |  |
| Candidat       | Candidat              | Parti          | Voix         | %            | Voix        | %           |  |
| -------------- | --------------------- | -------------- | ------------ | ------------ | ----------- | ----------- |  |
|                | Jean Bégault élu      | MR (PSD)       | 18 717       | 44,57        | 20 248      | 51,81       |  |
|                | Robert Hauret sortant | UDR (URP)      | 15 120       | 36           | 18 834      | 48,19       |  |
|                | Claude Audin          | PS (UGSD)      | 5 144        | 12,25        |             |             |  |
|                | Yves Kerrec           | PCF            | 3 014        | 7,18         |             |             |  |
|                |                       |                |              |              |             |             |  |
| Inscrits       | Inscrits              | Inscrits       | 52 697       | 100,00       | 52 691      | 100,00      |  |
| Abstentions    | Abstentions           | Abstentions    | 9 715        | 18,44        | 11 627      | 22,07       |  |
| Votants        | Votants               | Votants        | 42 982       | 81,56        | 41 064      | 77,93       |  |
| Blancs et nuls | Blancs et nuls        | Blancs et nuls | 987          | 2,3          | 1 982       | 4,83        |  |
| Exprimés       | Exprimés              | Exprimés       | 41 995       | 97,7         | 39 082      | 95,17       |  |

Le suppléant de Jean Bégault était Louis Robineau, viticulteur, maire de Chacé.

### Élections de 1978
|                | Jean Bégault sortant réélu | UDF (MDSF)     | 26 736 | 55,36  |  |  |  |
|                | Paul Loupias               | PS             | 9 285  | 19,23  |  |  |  |
|                | Jean-Philippe Hubin        | RPR            | 6 656  | 13,78  |  |  |  |
|                | Daniel Queyroi             | PCF            | 3 702  | 7,67   |  |  |  |
|                | Richard Percevault         | LCR            | 1 365  | 2,83   |  |  |  |
|                | Bernard Plisson            | UOPDP          | 546    | 1,13   |  |  |  |
|                |                            |                |        |        |  |  |  |
| Inscrits       | Inscrits                   | Inscrits       | 59 561 | 100,00 |  |  |  |
| Abstentions    | Abstentions                | Abstentions    | 10 066 | 16,9   |  |  |  |
| Votants        | Votants                    | Votants        | 49 495 | 83,1   |  |  |  |
| Blancs et nuls | Blancs et nuls             | Blancs et nuls | 1 205  | 2,43   |  |  |  |
| Exprimés       | Exprimés                   | Exprimés       | 48 290 | 97,57  |  |  |  |

Le suppléant de Jean Bégault était Louis Robineau.

### Élections de 1981
|                | Jean Bégault sortant réélu | UDF (MDSF)     | 27 722 | 63,59  |  |  |  |
|                | Paul Loupias               | PS             | 12 884 | 29,55  |  |  |  |
|                | Michel Raimbault           | PCF            | 1 679  | 3,85   |  |  |  |
|                | Xavier de La Lance         | PFN            | 1 309  | 3,00   |  |  |  |
|                |                            |                |        |        |  |  |  |
| Inscrits       | Inscrits                   | Inscrits       | 61 738 | 100,00 |  |  |  |
| Abstentions    | Abstentions                | Abstentions    | 17 517 | 28,37  |  |  |  |
| Votants        | Votants                    | Votants        | 44 221 | 71,63  |  |  |  |
| Blancs et nuls | Blancs et nuls             | Blancs et nuls | 627    | 1,42   |  |  |  |
| Exprimés       | Exprimés                   | Exprimés       | 43 594 | 98,58  |  |  |  |

Le suppléant de Jean Bégault était Louis Robineau.

### Élections de 1988
|                | Jean Bégault sortant réélu | UDF (AD) (URC) | 27 986 | 64,46  |  |  |  |
|                | Paul Loupias               | PS             | 11 472 | 26,42  |  |  |  |
|                | Marc Lyoen                 | FN             | 2 711  | 6,24   |  |  |  |
|                | Raymond Berthélémie        | PCF            | 1 250  | 2,88   |  |  |  |
|                |                            |                |        |        |  |  |  |
| Inscrits       | Inscrits                   | Inscrits       | 64 990 | 100,00 |  |  |  |
| Abstentions    | Abstentions                | Abstentions    | 20 670 | 31,8   |  |  |  |
| Votants        | Votants                    | Votants        | 44 320 | 68,2   |  |  |  |
| Blancs et nuls | Blancs et nuls             | Blancs et nuls | 901    | 2,03   |  |  |  |
| Exprimés       | Exprimés                   | Exprimés       | 43 419 | 97,97  |  |  |  |

Le suppléant de Jean Bégault était Louis Robineau.

### Élections de 1993
| Candidat       | Candidat                   | Parti          | Premier tour | Premier tour | Second tour | Second tour |  |
| Candidat       | Candidat                   | Parti          | Voix         | %            | Voix        | %           |  |
| -------------- | -------------------------- | -------------- | ------------ | ------------ | ----------- | ----------- |  |
|                | Jean Bégault sortant réélu | UDF (AD)       | 18 504       | 41,93        | 23 942      | 100,00      |  |
|                | Jean-Pierre Pohu           | RPR            | 10 544       | 23,89        | Retrait     | Retrait     |  |
|                | Michel Cartron             | PS (ADFP)      | 5 222        | 11,83        |             |             |  |
|                | Philippe Lachaud           | FN             | 3 954        | 8,96         |             |             |  |
|                | Christophe Réveillé        | Les Verts (EÉ) | 2 828        | 6,41         |             |             |  |
|                | Michel Robichon            | SÉGA           | 1 862        | 4,22         |             |             |  |
|                | Raymond Berthélémie        | PCF            | 1 217        | 2,76         |             |             |  |
|                |                            |                |              |              |             |             |  |
| Inscrits       | Inscrits                   | Inscrits       | 66 429       | 100,00       | 66 428      | 100,00      |  |
| Abstentions    | Abstentions                | Abstentions    | 19 552       | 29,43        | 33 836      | 50,94       |  |
| Votants        | Votants                    | Votants        | 46 877       | 70,57        | 32 592      | 49,06       |  |
| Blancs et nuls | Blancs et nuls             | Blancs et nuls | 2 746        | 5,86         | 8 650       | 26,54       |  |
| Exprimés       | Exprimés                   | Exprimés       | 44 131       | 94,14        | 23 942      | 73,46       |  |

Le suppléant de Jean Bégault était Louis Robineau.

### Élections de 1997
| Candidat       | Candidat                 | Parti                             | Premier tour | Premier tour | Second tour | Second tour |  |
| Candidat       | Candidat                 | Parti                             | Voix         | %            | Voix        | %           |  |
| -------------- | ------------------------ | --------------------------------- | ------------ | ------------ | ----------- | ----------- |  |
|                | Jean-Pierre Pohu         | RPR                               | 10 307       | 24,15        | 15 166      | 34,32       |  |
|                | Louis Robineau           | UDF (FD)                          | 10 295       | 24,12        | 12 862      | 29,11       |  |
|                | Jean-Michel Marchand élu | Divers écologiste (Les Verts, PS) | 8 687        | 20,35        | 16 157      | 36,57       |  |
|                | Marc Lyoen               | FN                                | 5 254        | 12,31        |             |             |  |
|                | Michel Raimbault         | PCF                               | 2 702        | 6,33         |             |             |  |
|                | Alain Pouplet            | LDI (MPF)                         | 2 369        | 5,55         |             |             |  |
|                | Jean-Michel Bonsergent   | GÉ                                | 1 762        | 4,13         |             |             |  |
|                | Stéphane Baudouin        | Divers                            | 1 302        | 3,05         |             |             |  |
|                |                          |                                   |              |              |             |             |  |
| Inscrits       | Inscrits                 | Inscrits                          | 66 519       | 100,00       | 66 514      | 100,00      |  |
| Abstentions    | Abstentions              | Abstentions                       | 20 335       | 30,57        | 19 566      | 29,42       |  |
| Votants        | Votants                  | Votants                           | 46 184       | 69,43        | 46 948      | 70,58       |  |
| Blancs et nuls | Blancs et nuls           | Blancs et nuls                    | 3 506        | 7,59         | 2 763       | 5,89        |  |
| Exprimés       | Exprimés                 | Exprimés                          | 42 678       | 92,41        | 44 185      | 94,11       |  |

Le suppléant de Jean-Michel Marchand était Christophe Réveillé, conseiller municipal de Doué-la-Fontaine. Jean-Michel Marchand, écologiste, était soutenu par le Parti socialiste.

### Élections de 2002
| Candidat       | Candidat                     | Parti          | Premier tour | Premier tour | Second tour | Second tour |  |
| Candidat       | Candidat                     | Parti          | Voix         | %            | Voix        | %           |  |
| -------------- | ---------------------------- | -------------- | ------------ | ------------ | ----------- | ----------- |  |
|                | Jean-Michel Marchand sortant | Les Verts (PS) | 13 077       | 29,79        | 17 192      | 42,04       |  |
|                | Michel Piron élu             | UMP            | 12 731       | 29,00        | 23 700      | 57,96       |  |
|                | Jean-Paul Hugot              | Divers droite  | 9 193        | 20,94        | Retrait     | Retrait     |  |
|                | Francis Martin               | FN             | 3 484        | 7,94         |             |             |  |
|                | Pierre Lambert               | MPF            | 1 484        | 3,38         |             |             |  |
|                | Loïc Grollier                | CPNT           | 1 276        | 2,91         |             |             |  |
|                | Yoann Auroy                  | LCR            | 776          | 1,77         |             |             |  |
|                | Maryse Lepron                | LO             | 530          | 1,21         |             |             |  |
|                | Patrick Godin                | MÉI            | 444          | 1,01         |             |             |  |
|                | Elisabeth Leal Salvado       | PCF            | 416          | 0,95         |             |             |  |
|                | Odile Baillet                | MNR            | 323          | 0,74         |             |             |  |
|                | Félix Houdbine               | GÉ             | 160          | 0,36         |             |             |  |
|                |                              |                |              |              |             |             |  |
| Inscrits       | Inscrits                     | Inscrits       | 68 675       | 100,00       | 68 675      | 100,00      |  |
| Abstentions    | Abstentions                  | Abstentions    | 23 781       | 34,63        | 26 468      | 38,54       |  |
| Votants        | Votants                      | Votants        | 44 894       | 65,37        | 42 207      | 61,46       |  |
| Blancs et nuls | Blancs et nuls               | Blancs et nuls | 1 000        | 2,23         | 1 315       | 3,12        |  |
| Exprimés       | Exprimés                     | Exprimés       | 43 894       | 97,77        | 40 892      | 96,88       |  |

Le suppléant de Michel Piron était Éric Touron, maire de Distré.

### Élections de 2007
|                | Michel Piron sortant réélu | UMP            | 23 009 | 52,54  |  |  |  |
|                | Astrid Lelièvre            | PS             | 8 791  | 20,07  |  |  |  |
|                | Arnaud Périnelle           | UDF–MoDem      | 4 221  | 9,64   |  |  |  |
|                | Chantal Moutel             | FN             | 1 556  | 3,55   |  |  |  |
|                | Christophe Cardet          | Les Verts      | 1 514  | 3,46   |  |  |  |
|                | Boris Vigneault            | LCR            | 1 130  | 2,58   |  |  |  |
|                | Patrick Daviaud            | MPF            | 1 010  | 2,31   |  |  |  |
|                | Marie-Louise Dupa          | LO             | 659    | 1,50   |  |  |  |
|                | Marc Faivet                | MÉI            | 460    | 1,05   |  |  |  |
|                | Bernard Robert             | PCF            | 447    | 1,02   |  |  |  |
|                | Bernard Challet            | Divers         | 434    | 0,99   |  |  |  |
|                | Julien Ricaud              | MRC            | 322    | 0,74   |  |  |  |
|                | Franck Lalande             | MNR            | 242    | 0,55   |  |  |  |
|                |                            |                |        |        |  |  |  |
| Inscrits       | Inscrits                   | Inscrits       | 72 254 | 100,00 |  |  |  |
| Abstentions    | Abstentions                | Abstentions    | 27 282 | 37,76  |  |  |  |
| Votants        | Votants                    | Votants        | 44 972 | 62,24  |  |  |  |
| Blancs et nuls | Blancs et nuls             | Blancs et nuls | 1 177  | 2,62   |  |  |  |
| Exprimés       | Exprimés                   | Exprimés       | 43 795 | 97,38  |  |  |  |

### Élections de 2012
| Candidat       | Candidat                   | Parti          | Premier tour | Premier tour | Second tour | Second tour |  |
| Candidat       | Candidat                   | Parti          | Voix         | %            | Voix        | %           |  |
| -------------- | -------------------------- | -------------- | ------------ | ------------ | ----------- | ----------- |  |
|                | Michel Piron sortant réélu | UMP (PRV)      | 19 452       | 44,62        | 22 894      | 55,17       |  |
|                | Sophie Saramito            | PS             | 14 403       | 33,04        | 18 604      | 44,83       |  |
|                | Monique Lieumont Briand    | RBM (FN)       | 4 932        | 11,31        |             |             |  |
|                | Gaëlle Chardon             | FG (PG)        | 1 754        | 4,02         |             |             |  |
|                | Catherine Bauer            | EÉLV           | 1 344        | 3,08         |             |             |  |
|                | Patrick Daviaud            | MPF            | 601          | 1,38         |             |             |  |
|                | Suzanne Serratore          | DLR            | 484          | 1,11         |             |             |  |
|                | Lola Duveau                | NPA            | 317          | 0,73         |             |             |  |
|                | Didier Lizé                | LO             | 307          | 0,70         |             |             |  |
|                |                            |                |              |              |             |             |  |
| Inscrits       | Inscrits                   | Inscrits       | 73 567       | 100,00       | 73 568      | 100,00      |  |
| Abstentions    | Abstentions                | Abstentions    | 29 095       | 39,55        | 30 867      | 41,96       |  |
| Votants        | Votants                    | Votants        | 44 472       | 60,45        | 42 701      | 58,04       |  |
| Blancs et nuls | Blancs et nuls             | Blancs et nuls | 878          | 1,97         | 1 203       | 2,82        |  |
| Exprimés       | Exprimés                   | Exprimés       | 43 594       | 98,03        | 41 498      | 97,18       |  |

### Élections de 2017
Les élections législatives françaises de 2017 ont lieu les dimanches 11 et 18 juin 2017.
Député sortant : Michel Piron (UDI)

Député élu : Laetitia Saint-Paul (LREM).
|                                                                                 |                                                                     |                           |                           |                          |                          |
|                                                                                 |                                                                     | Premier tour 11 juin 2017 | Premier tour 11 juin 2017 | Second tour 18 juin 2017 | Second tour 18 juin 2017 |
|                                                                                 |                                                                     |                           |                           |                          |                          |
|                                                                                 |                                                                     | Nombre                    | % des inscrits            | Nombre                   | % des inscrits           |
| Inscrits                                                                        | Inscrits                                                            | 74 275                    | 100,00                    | 74 274                   | 100,00                   |
| Abstentions                                                                     | Abstentions                                                         | 35 342                    | 47,58                     | 41 712                   | 56,16                    |
| Votants                                                                         | Votants                                                             | 38 933                    | 52,42                     | 32 562                   | 43,84                    |
|                                                                                 |                                                                     |                           | % des votants             |                          | % des votants            |
| Bulletins blancs                                                                | Bulletins blancs                                                    | 677                       | 1,74                      | 2 604                    | 8,00                     |
| Bulletins nuls                                                                  | Bulletins nuls                                                      | 268                       | 0,69                      | 1 010                    | 3,10                     |
| Suffrages exprimés                                                              | Suffrages exprimés                                                  | 37 988                    | 97,57                     | 28 948                   | 88,90                    |
|                                                                                 |                                                                     |                           |                           |                          |                          |
| Candidat Étiquette politique (partis et alliances)                              | Candidat Étiquette politique (partis et alliances)                  | Voix                      | % des exprimés            | Voix                     | % des exprimés           |
|                                                                                 |                                                                     |                           |                           |                          |                          |
|                                                                                 | Laetitia Saint-Paul La République en marche                         | 14 496                    | 38,16                     | 16 857                   | 58,23                    |
|                                                                                 | Éric Touron Union des démocrates et indépendants (Les Républicains) | 6 937                     | 18,26                     | 12 091                   | 41,77                    |
|                                                                                 | Aymeric Merlaud Front national                                      | 4 744                     | 12,49                     |                          |                          |
|                                                                                 | France Moreau La France insoumise                                   | 3 451                     | 9,08                      |                          |                          |
|                                                                                 | Charles-Henri Jamin Divers droite (Parti chrétien-démocrate)        | 2 138                     | 5,63                      |                          |                          |
|                                                                                 | Meriem Baba Parti socialiste                                        | 1 895                     | 4,99                      |                          |                          |
|                                                                                 | Christelle Cardet Europe Écologie Les Verts                         | 1 324                     | 3,49                      |                          |                          |
|                                                                                 | Patrick Daviaud Debout la France                                    | 836                       | 2,20                      |                          |                          |
|                                                                                 | Caroline Coignard Divers (Parti de campagne)                        | 824                       | 2,17                      |                          |                          |
|                                                                                 | Melvin Tallier Divers droite (Rebâtir la France)                    | 510                       | 1,34                      |                          |                          |
|                                                                                 | Marie-Loup Lelias Parti communiste français                         | 340                       | 0,90                      |                          |                          |
|                                                                                 | Didier Lizé Lutte ouvrière                                          | 273                       | 0,72                      |                          |                          |
|                                                                                 | Christophe Richard Divers (Union populaire républicaine)            | 220                       | 0,58                      |                          |                          |
| Source : Ministère de l'Intérieur - Quatrième circonscription de Maine-et-Loire |                                                                     |                           |                           |                          |                          |

### Élections de 2022
| Résultats des élections législatives des 12 et 19 juin 2022 de la 4e circonscription du Maine-et-Loire |                          |                          |              |              |             |             |
| Candidat                                                                                               | Candidat                 | Parti et coalition       | Premier tour | Premier tour | Second tour | Second tour |
| Candidat                                                                                               | Candidat                 | Parti et coalition       | Voix         | %            | Voix        | %           |
| | Laetitia Saint-Paul      | LREM (ENS)               | 14 298       | 38,63        | 19 913      | 60,33       |
| | Caroline Rabault,        | PCF (NUPES)              | 8 544        | 23,09        | 13 093      | 39,67       |
| | Patrick Morineau         | RN                       | 7 308        | 19,75        |             |             |
| | Régine Catin             | LR (UDC)                 | 2 598        | 7,02         |             |             |
| | Charles-Henri Jamin      | VIA                      | 1 887        | 5,10         |             |             |
| | Gérard Hervé             | LMR                      | 830          | 2,24         |             |             |
| | Nicolas Deveaux          | PVB                      | 551          | 1,49         |             |             |
| | Sylvie Geret             | LO                       | 508          | 1,37         |             |             |
| | Christelle Lequet        | DLF (UPF)                | 487          | 1,32         |             |             |
| Votes valides                                                                                          | Votes valides            | Votes valides            | 37 011       | 97,44        | 33 006      | 91,79       |
| Votes blancs                                                                                           | Votes blancs             | Votes blancs             | 721          | 1,90         | 2 087       | 5,80        |
| Votes nuls                                                                                             | Votes nuls               | Votes nuls               | 253          | 0,67         | 867         | 2,41        |
| Total                                                                                                  | Total                    | Total                    | 37 985       | 100          | 35 960      | 100         |
| Abstention                                                                                             | Abstention               | Abstention               | 38 242       | 50,17        | 40 289      | 52,84       |
| Inscrits / participation                                                                               | Inscrits / participation | Inscrits / participation | 76 227       | 49,83        | 76 249      | 47,16       |

Le suppléant de Laetitia Saint-Paul était Philippe Algoët, ancien médecin généraliste, ancien maire de Vihiers puis de Lys-Haut-Layon, conseiller municipal de Lys-Haut-Layon.

### Élections de 2024
| Candidat                 | Candidat            | Parti et coalition   | Nuance | Premier tour | Premier tour | Second tour | Second tour |
| Candidat                 | Candidat            | Parti et coalition   | Nuance | Voix         | %            | Voix        | %           |
| ------------------------ | ------------------- | -------------------- | ------ | ------------ | ------------ | ----------- | ----------- |
|                          | Charlyne Bouvet     | PCF (NFP)            |        |              |              |             |             |
|                          | Sylvie Geret        | LO                   |        |              |              |             |             |
|                          | Delphine Hamon      | DLF                  |        |              |              |             |             |
|                          | Aurore Lahondès     | RN                   |        |              |              |             |             |
|                          | Frédéric Mortier    | LR                   |        |              |              |             |             |
|                          | Laetitia Saint-Paul | RE (ENS)             |        |              |              |             |             |
|                          | Nicolas Vitasse     | Paix et décroissance |        |              |              |             |             |
|                          |                     |                      |        |              |              |             |             |
| Votes valides            |                     |                      |        |              |              |             |             |
| Votes blancs             |                     |                      |        |              |              |             |             |
| Votes nuls               |                     |                      |        |              |              |             |             |
| Total                    |                     |                      |        |              |              |             |             |
| Abstention               |                     |                      |        |              |              |             |             |
| Inscrits / participation |                     |                      |        |              |              |             |             |

Le suppléant de Laetitia Saint-Paul est Philippe Algoët.

#### Département de Maine-et-Loire
- La fiche de l'INSEE de cette circonscription : « Tableaux et Analyses de la quatrième circonscription de Maine-et-Loire », sur insee.fr, site de l'INSEE (consulté le 10 juin 2007) [PDF]
- « Tous les députés du département de Maine-et-Loire depuis 1789 » [archive du 30 septembre 2007], sur assemblee-nationale.fr, site de l'Assemblée nationale française (consulté le 10 juin 2007)
- « Informations contentieuses sur le département de Maine-et-Loire (Élections législatives de 2002) »(Archive.org • Wikiwix • Archive.is • Google • Que faire ?), sur conseil-constitutionnel.fr, site du Conseil constitutionnel (consulté le 13 juin 2007)

#### Circonscriptions en France
- « Carte des circonscriptions législatives en France », sur assemblee-nationale.fr, site de l'Assemblée nationale française (consulté le 10 juin 2007)
- « Résultats électoraux officiels en France »(Archive.org • Wikiwix • Archive.is • Google • Que faire ?), sur interieur.gouv.fr, site du ministère de l'Intérieur (France) (consulté le 13 juin 2007)
- Description et Atlas des circonscriptions électorales de France sur http://www.atlaspol.com, Atlaspol, site de cartographie géopolitique, consulté le 13 juin 2007.